# L-02F
Wi-Fi STATION L-02F (ワイファイ　ステーション　エル ゼロ に エフ ) は、LGエレクトロニクス製のモバイルWi-Fiルーターで、NTTドコモによる第3.9世代移動通信システム、Long Term Evolution（LTE）通信サービスXi（クロッシィ）に対応したモバイルWiFiルータ端末である。Xi回線以外にもFOMAハイスピードやGSM、公衆無線LAN接続を使ってWi-Fi通信が可能である。

## 概要
- 本端末は150MbpsのXiの超高速通信と最大伝送速度433Mbpsの無線LAN規格IEEE802.11acに対応したモバイルWi-Fiルーターである。LTEの周波数についても800MHz/1.5GHz/1.7GHz/2GHzの4バンドに対応するため、広範なエリアでの利用が可能となった。
- 付属品としてクレードルが同梱されている。クレードルには、背面にLANポートを搭載しているため、有線LAN接続にも対応。自宅のブロードバンド回線に接続して、より安定した高速通信が利用できる。また通信が安定なWi-Fi 5GHz帯に対応している[1]。
- 3,600mAhの大型のバッテリーを搭載しており、連続通信時間はXiモードで13時間、3Gモードで16時間、静止時の連続待受時間はXiモードで450時間、3Gモードで550時間と、長時間の利用が可能となっているほか、その大容量バッテリーの特性を活かしたモバイルチャージャー機能を搭載しており、スマートフォンなどの予備バッテリーとして使うことも可能である。
また本体付属品のACアダプタ L05またはドコモACアダプタ 04（別売）を使用しての急速充電にも対応している。
- 本体正面には約3インチのQVGA液晶を採用したタッチパネル式のディスプレイを搭載しており、画面では電池残量、電波状態、無線LAN接続数や自局番号、SSID,WEPキーなども確認できる他、タッチ操作により、設定先や省電力モードなどの設定変更が端末上で設定できる。
- USBテザリング機能にも対応している。

## 歴史
- 2013年10月10日 - NTTドコモより発表
- 2014年2月18日 - 事前予約開始
- 2014年2月22日 - 発売開始[2]。

## 不具合・アップデート
2014年3月12日のアップデート
- 一部のスマートフォンやパソコンとWi-Fi接続した際、すぐに切断される場合がある不具合を修正する。
- ビルド番号がL02F-MDM9625-V10a-JAN-23-2014-DCM-JPからL02F-MDM9625-V10b-MAR-06-2014-DCM-JPになる。

2014年6月30日のアップデート（機能バージョンアップ）
※ソフトウェアバージョンが「L-02F-MDM9625-V10a-JAN-23-2014-DCM-JP」のユーザーは、事前に2014年3月12日に提供が開始されたバージョンにアップデートが必要。
- 機能バージョンアップ
  - 「LTE国際ローミング」の対応
    - 本端末を利用して、国際ローミング中にLTEによる高速通信が可能になる（本機能対応に伴い、LTEのON／OFF設定を追加）。
- 不具合修正
  - 一部のスマートフォンやパソコンとWi-Fi接続した際、すぐに切断される場合がある不具合を修正する。
- ビルド番号がL02F-MDM9625-V10b-MAR-06-2014-DCM-JPからL02F-MDM9625-V10c-MAY-29-2014-DCM-JPになる。

2014年11月13日のアップデート

- クレードル接続時、まれにL-02F本体がフリーズする場合がある不具合を修正する。
- ビルド番号がL02F-MDM9625-V10a-JAN-23-2014-DCM-JP、L02F-MDM9625-V10b-MAR-06-2014-DCM-JP、L02F-MDM9625-V10c-MAY-29-2014-DCM-JPからL02F-MDM9625-V10d-OCT-30-2014-DCM-JPになる。

2017年6月28日のアップデート
- 不具合修正
  - まれにデータ通信が正常に行われない場合がある。
- 脆弱性
  - リモートから攻撃によって、任意のコードを実行されたり（CVE-2017-10845）、機器に保存されている設定情報を取得される（CVE-2017-10846）可能性があり、バックドア・アクセス制限不備の脆弱性があり、CVE-2017-10845によりマルウエアに感染し、踏み台として第三者への攻撃が行われている問題[5]を解消。
- ビルド番号がL02F-MDM9625-V10h-JUN-23-2017-DCM-JPになる。